# Sölderholz
Sölderholz, Dortmund-Sölderholz – dzielnica miasta Dortmund w Niemczech, w kraju związkowym Nadrenia Północna-Westfalia, w okręgu administracyjnym Aplerbeck.